# Ousman Jallow
Ousman Jallow (ur. 21 października 1988 w Bandżulu) – gambijski piłkarz występujący na pozycji napastnika. Zawodnik klubu Çaykur Rizespor.

## Kariera klubowa
Jallow seniorską karierę rozpoczynał w 2005 roku w klubie Wallidan. W tym samym roku trafił do zespołu Al-Ain ze Zjednoczonych Emiratów Arabskich. W 2006 roku zdobył z nim Puchar Zjednoczonych Emiratów Arabskich. Sezon 2006/2007 spędził na wypożyczeniu w marokańskim zespole Raja Casablanca. W 2007 roku wrócił do Al-Ain. Spędził tam jeszcze rok.
W 2008 roku Jallow odszedł do duńskiego Brøndby. W Superligaen zadebiutował 22 września 2008 roku w wygranym 2:1 pojedynku z Esbjergiem. 5 października 2008 roku w wygranym 1:0 spotkaniu z Odense strzelił pierwszego gola w Superligaen. Przez 3 lata w barwach Brøndby rozegrał 70 spotkań i zdobył 14 bramek.
W 2011 roku Jallow podpisał kontrakt z tureckim zespołem Çaykur Rizespor z 1. Lig.

## Kariera reprezentacyjna
Jallow jest byłym członkiem kadry Gambii U-17 oraz U-20. W 2005 roku z zespołem U-17 zdobył mistrzostwo Afryki, a w 2007 roku uczestniczył w Mistrzostw Świata U-20 w 2007 roku. W pierwszej reprezentacji Gambii zadebiutował 9 września 2009 roku w wygranym 2:1 meczu eliminacji Pucharu Narodów Afryki 2008 z Algierią. 6 września 2008 roku w wygranym 3:0 pojedynku eliminacji Mistrzostw Świata 2010 z Liberią strzelił pierwszego gola w drużynie narodowej.